# Orthostigma maculipes
Orthostigma maculipes är en stekelart som först beskrevs av Alexander Henry Haliday 1838.  Orthostigma maculipes ingår i släktet Orthostigma och familjen bracksteklar. Arten är reproducerande i Sverige. Inga underarter finns listade i Catalogue of Life.